# José Jacinto Ibarra
José Jacinto Ibarra (Jauja, 14 de abril de 1830 - Lima, 16 de abril de 1870) fue un político peruano.
Nació en Jauja, departamento de Junín. Tras realizar sus primeros estudios en Jauja, viajó a Lima para estudiar en el Convictorio de San Carlos. Se casó con María Fani Bocanegra Landázuri con quien tuvo un hijo: Luis Isidoro. En segundas nupcias se casó con Berenice de la Llosa Rocha. En 1856, Ibarra fue elegido como alcalde de Jauja, cargo que ejerció hasta 1858. Durante su gestión estableció el Colegio Municipal de Jauja que actualmente es el Colegio Nacional San José.
Fue elegido como diputado por Jauja para el Congreso Extraordinario de 1858 y también fue miembro del Congreso Constituyente de 1860 por la provincia de Jauja entre julio y noviembre de 1860 durante el tercer gobierno de Ramón Castilla. Fue diputado por la provincia de Jauja. Luego de aprobado el texto constitucional, Ibarra se mantuvo como senador por Junín hasta 1863 y nuevamente como diputado por la provincia de Jauja hasta 1866.
Fue elegido miembro del Congreso Constituyente de 1867 por la provincia de Jauja durante el gobierno de Mariano Ignacio Prado. Este congreso expidió la Constitución Política de 1867, la octava que rigió en el país, y que sólo tuvo una vigencia de cinco meses desde agosto de 1867 a enero de 1868. Ibarra llegó a ser Presidente de este Congreso Constituyente en 1867.
En 1868 fue reelegido como diputado, siempre por la provincia de Jauja. hasta su fallecimiento en 1870.

## Leyes promovidas
- En 1863, durante su gestión como senador por Junín, presentó ante su cámara un proyecto de Ley creando la Provincia de Huancayo.[7]

- El 29 de agosto de 1867, siendo diputado por Jauja y Presidente del Congreso de la República del Perú se promulga la Constitución de 1867.[8]
- El 30 de noviembre de 1870 ,la población jaujina lo condecora personaje ilustre, representando la cultura perpetua y los valores más nobles de la provincia que lo vio florecer.